# Diskursuniversum
Unter einem Diskursuniversum versteht man in der Logik und Sprachphilosophie die Gesamtheit der Gegenstände, auf die sich Aussagen wie „alle Gegenstände sind … “ (Allaussage) oder „es gibt keine Gegenstände, die … sind“ (negative Existenzaussage) beziehen. Solche Aussagen sind nur sinnvoll, wenn die Bedeutung von „Gegenstand“ auf einen bestimmten Bereich, das Diskursuniversum, eingeschränkt wird. Ausmaß und Art der Einschränkung hängen vom Inhalt und vom Zusammenhang der Aussagen ab. Es gibt daher nicht nur ein Diskursuniversum, sondern verschiedene Diskursuniversen.
Der englische Ausdruck Universe of Discourse wird auch in der Logik- und Informatikliteratur verwendet. Er geht auf Augustus De Morgan (1847) und George Boole zurück und bezeichnet den Bereich der Gegenstände (im weitesten Sinn), über die überhaupt geredet werden soll. Bei Charles S. Peirce und George Herbert Mead bezeichnet der Begriff ein gemeinsames soziales Bedeutungssystem.
Missverständnisse und Streit entstehen in der Logik wie im Alltag oft dadurch, dass Personen „aneinander vorbei“ von verschiedenen Dingen reden. Jemand behauptet z. B., dass es keine geflügelten Pferde gibt. Sein Widerpart weist dies mit dem Hinweis auf den Pegasus zurück. Beide bewegen sich gedanklich in verschiedenen Welten. Ihr Streit lässt sich schlichten, wenn sie sich auf ein gemeinsames Diskursuniversum einigen, d. h. aushandeln, wovon die Rede (der Diskurs) sein soll, ob nur von physisch existierenden Pferden oder auch von Fabelwesen.
Auch beim Gebrauch negativer (komplementärer) Begriffe spielt das Diskursuniversum eine Rolle. Ausdrücke wie „Nichtschwimmer“, „Nichtfachmann“, „Nichtwähler“ können sinnvoll nur auf Personen angewandt werden. Die Nichtwähler bilden mit den Wählern zusammen das auf wahlberechtigte Personen eingeschränkte Diskursuniversum. Die Einschränkung geschieht beim Gebrauch solcher Begriffe automatisch. Wird die Automatik außer Betrieb gesetzt, indem man z. B. einen stillgelegten Schornstein als Nichtraucher bezeichnet, entsteht ein Wortspiel. Allgemein gilt für jeden Begriff: wird er mit dem zugehörigen negativen Begriff vereinigt (genauer: werden deren Extensionen vereinigt), so bilden beide zusammen das Diskursuniversum oder den Bereich der Anwendungsfälle des positiv bestimmten Komplementärbegriffs:
| Begriff                | Komplement               | Diskursuniversum         |
| ---------------------- | ------------------------ | ------------------------ |
| Wähler                 | Nichtwähler              | wahlberechtigte Personen |
| verschämte Bittsteller | unverschämte Bittsteller | Bittsteller              |
| Lebewesen mit Flügeln  | Lebewesen ohne Flügel    | Lebewesen                |
| Ehemänner              | Junggesellen             | Männer                   |

In der Mengenlehre entspricht dem Diskursuniversum die Grundmenge, die Mengen entsprechen den Begriffen, die Komplemente von Mengen der Negation von Begriffen. In der Prädikatenlogik entspricht dem Diskursuniversum der Bereich der Definitionsmenge, den die Gegenstandsvariable einer quantifizierten Aussage durchlaufen kann.
Das Universe of Discourse wird in der Logik zumeist abgekürzt mit U, in der Informatik auch mit UoD.
Das U ist in der Regel eine Teilmenge aller existierenden Objekte und insbesondere in der Prädikatenlogik der bei der Verwendung von Quantoren festgelegte oder vorausgesetzte Objektbereich.